# تموز
تَـمُّوز هو الشهر السابع (7) من شهور السنة الميلادية حسب الأسماء السريانية المستعملة في المشرق العربي. يقابله في التسمية الغربية شهر يوليو أو يوليوز أو جويليه. أصل الاسم تَـمُّوز نسبة للاله تَـمُّوز إله الخصب عند البابليين، ويُستعمل تموز في العراق في التقويم الزراعي أيضاً.

## عند العرب
قال الأَزهري: العرب تقول: السنة أَربعة أَزمان، ولكل زمن منها ثلاثة أَشهر، وهي فصول السنة: منها فصل الصيف وهو فصلُ ربيع الكَلإِ آذارُ ونَيْسانُ وأَيّارُ، ثم بعده فصل القيظ حَزِيرانُ وتَموزُ وآب، ثم بعده فصل الخريف أَيْلُولُ وتَشْرِين وتَشْرين، ثم بعده فصل الشتاء كانُونُ وكانونُ وسُباطُ.

## في الشعر
يقول الشاعر:

## في التراث الشعبي
ارتبط تَـمُّوز بالتراث والحكايا الشعبية والأمثال في المشرق العربي. من الأمثال الشهيرة المتداولة حول تَـمُّوز[بحاجة لمصدر]:
- في تموز بتغلي المية في الكوز
- في تموز بيصير الصبر قد الكوز
- في تموز يستوي الكوز
- تموز بعصر الكوز
- تموز عصار الخشب

## تسميات وأحداث مرتبطة بهذا الشهر
- تموز (أسطورة)
- حركة تموز 1958
- مفاعل تموز
- حرب تموز